# Абаза, Владимир Николаевич
Владимир Николаевич Абаза́  (1873 — не ранее 1923) — русский офицер, после октябрьской революции 1917 года — военный деятель Украинской народной республики, подполковник Армии УНР.

## Биография
Из потомственных дворян Екатеринославской губернии (рода Абаза), православного вероисповедания.
Общее образование — домашнее.
С августа 1895 года — на военной службе: вольноопределяющийся 2-го разряда 135-го пехотного Керчь-Еникольского полка (Павлоград), затем служил в 210-м пехотном резервном батальоне (Екатеринослав).
В 1897 году командирован на учёбу в Одесское пехотное юнкерское училище, которое окончил по 2-му разряду и в июле 1899 года был выпущен подпрапорщиком в 6-й пехотный Либавский полк (Новогеоргиевск).
В марте 1900 года произведен в подпоручики. С 10.10.1904 — поручик (со старшинством с 08.03.1904). В 1905—1907 годах был прикомандирован к штабу 2-й пехотной дивизии, исполнял должность старшего адъютанта штаба дивизии.
В декабре 1907 года переведен в 133-й пехотный Симферопольский полк, базировавшийся в Екатеринославе, в составе которого затем участвовал в сражениях Первой мировой войны. С 20.10.1908 — штабс-капитан (старшинство с 08.03.1908).

## Первая мировая война
В Действующей армии — с 17 июля 1914 года. Командовал 5-й ротой 133-го пехотного Симферопольского полка. С 02.09.1914 — капитан. С 02.04.1915 — командующий 1-м батальоном полка. За боевые отличия награждён четырьмя орденами и Георгиевским оружием.
24 августа 1915 года «остался на поле сражения» (попал в плен к австрийцам). В период пребывания в плену был произведен российским командованием в чин подполковника (ВП от 11.10.1915, старшинство с 20.06.1915). На 1915 год — был холост.

## Гражданская война
После октябрьской революции в России, с начала 1918 года принял участие в создании 1-й стрелецко-казацкой дивизии, формировавшейся из российских военнопленных украинского происхождения, в основном, содержавшихся в австрийских лагерях.
С октября 1918 года — командир 4-го (Серожупанного) полка 1-й стрелецко-казацкой дивизии армии Украинской державы. Во время антигетманского мятежа дивизия перешла на сторону Директории УНР и численно увеличилась до 6 тысяч (командир — атаман Палий, позднее с 19.11.1918 года — В. Н. Абаза). С декабря 1918, на Черниговщине, дивизия участвовала в боях с 1-й украинской советской дивизией. С 17.01.1919 года Абаза — помощник начальника «серожупанной» дивизии.
С 12.03.1919 — вновь на должности командира дивизии. При передислокации дивизии на Правобережную Украину почти половина бойцов 1-й казацко-стрелковой (Серожупанной) дивизии дезертировала. Из остатков была создана «Серая дивизия» под командованием генерала А. Пузицкого, которая участвовала в боях с Красной армией и «красными» повстанцами на Правобережной Украине.
В апреле 1919 года на базе воинских частей «Серой дивизии» был сформирован корпус в составе двух дивизий под командованием генерала Ильи Мартынюка. Одной из дивизий командовал Владимир Абаза. Корпус участвовал в боях с польской армией и в середине мая 1919 понёс тяжёлые потери. Большое количество казаков и старшин (офицеров) попало в плен к полякам (так называемая Луцкая катастрофа армии УНР).
16 мая 1919 года, под Луцком, Абаза оказался в плену у поляков. Командование Действующей армии УНР назвало В. Абазу одним из виновников Луцкой катастрофы.
Находился в польских лагерях для военнопленных в Вадовицах и в Ланьцуте. В 1920 году был начальником сборной станицы (сводного лагеря) пленных военнослужащих украинского происхождения в Ланьцуте. 20 апреля 1921 года был назначен командиром 45-го стрелкового куреня (батальона) 5-й Херсонской дивизии «Армии УНР», интернированной поляками. В ходатайстве о повышении его в звании до полковника армии УНР было отказано из-за причастности к Луцкой катастрофе.
В 1920-х годах жил в эмиграции в Польше.
Дальнейшая судьба Владимира Николаевича Абазы неизвестна. По некоторым данным, в конце 20-х годов жил в Екатеринославе.

## Награды
- Орден Святого Станислава III-й степени (ВП от 01.01.1906)
- Медаль «В память 300-летия царствования дома Романовых» (1913)
- Орден Святого Владимира IV-й степени с мечами и бантом (ВП от 14.01.1915[5])
- Золотое (Георгиевское) оружие «За храбрость» (ВП от 22.05.1915),

«За то, что в бою 5 декабря 1914 г., под Перемышлем, командуя ротой, под сильным огнём  противника и по чрезвычайно тяжёлой местности, поднял свою роту и, следуя впереди, повёл её в штыки. Стремительным штыковым ударом выбив противника из передовых окопов, безостановочно повёл роту на занятую неприятелем вторую линию окопов, где после ожесточённой схватки обратил противника в бегство.»
- Орден Св. Анны III-й степени с мечами и бантом (ВП от 17.01.1916[7])
- Орден Святого Станислава II-й степени с мечами (ВП от 20.09.1916[8])
- Орден Св. Анны II-й степени с мечами (ВП от 17.08.1916[9])